# Agalliana ancora
Agalliana ancora är en insektsart som beskrevs av Paul W. Oman 1934. Agalliana ancora ingår i släktet Agalliana och familjen dvärgstritar. Inga underarter finns listade i Catalogue of Life.